# Mariaroth
Mariaroth (ca. 1130–1802) war ein Prämonstratenserinnenstift.

## Lage
Das Stift lag im Kondertal bei Waldesch, Gemarkung Dieblich an der Mosel. Ein Ortsteil von Dieblich ist heute nach dem zerstörten Stift benannt.

## Geschichte
Das Stift Rode wurde laut Rheinischem Antiquarius von einem Herrn von Schöneck gegründet. Bischof Albero von Lüttich berief zunächst einen Pater aus Floreffe bei Namur zur Betreuung. Dieser begründete wenig später das Prämonstratenserstift Rommersdorf, dem Mariaroth unterstellt wurde. Obwohl Mariaroth wie 54 weitere Klöster bzw. Stifte von Erzbischof Balduin 1346 mit einer Memorienstiftung für die Luxemburger bedacht wurde, blieb der wohl adlige Konvent klein. Vogtrechte beanspruchte 1231 der Ritter Arnold von Dieblich. 1574 zogen eine Meisterin und Chorfrauen aus einem unbekannten anderen Stift nach Mariaroth, da hier nur noch eine Insassin lebte. Die Klostergebäude wurden im Dreißigjährigen Krieg zerstört, aber 1663 wurde ein neues Hofhaus errichtet. Im 18. Jahrhundert hegte der Trierer Erzbischof vorübergehend den Plan, Mariaroth mit Kloster Engelport zu vereinigen. Beim Einzug der Franzosen floh der Konvent 1794 nach Boppard. Die Stiftsgebäude gingen in Flammen auf. Das Stift wurde 1802 aufgehoben. Heute sind nur noch wenige Mauerreste erhalten. Die drei Altäre von 1768 und 1774 sowie Barockfiguren des hl. Norbert und des hl. Augustinus kamen in die Kirche von Niederfell.

## Siegel
Das Konventssiegel zeigte eine thronende Mutter Gottes.